# Javier Gorosabel Urkia
Javier Gorosabel Urkia (Éibar, 27 de octubre de 1969 - San Sebastián, 21 de abril de 2015) fue un astrofísico vasco, investigador del Instituto de Astrofísica de Andalucía y de la Fundación Ikerbasque.
Cursó los tres primeros años de la Licenciatura en Física en la Universidad del País Vasco hasta 1990, completando una doble especialidad en la Universidad Complutense de Madrid: Astrofísica en 1992 y Física Fundamental en 1994. Desarrolló su trabajo de doctorado bajo la dirección de Alberto Castro-Tirado en el Laboratorio de Astrofísica Espacial y Física Fundamental de Madrid, un centro dependiente del Instituto Nacional de Técnica Aeroespacial. Defendió su tesis doctoral con la máxima calificación de sobresaliente cum laude en 1999 en la Universidad de Valencia.
Trabajó brevemente como profesor en el Instituto de Enseñanza Secundaria Alpajés de Aranjuez (Madrid). Entre los años 2000 y 2003 realizó diversas estancias postdoctorales en la Universidad de Ámsterdam (Países Bajos), el Instituto de Investigaciones Espaciales de Copenhague (Dinamarca), y el Instituto Científico del Telescopio Espacial Hubble en Baltimore (Estados Unidos). En el año 2003 regresó a España, incorporándose como investigador del Programa Ramón y Cajal al Instituto de Astrofísica de Andalucía (IAA) del Consejo Superior de Investigaciones Científicas (CSIC) en Granada. En 2006 consiguió por concurso-oposición una plaza de Científico Titular del CSIC, promocionando a la escala de Investigadores Científicos solo cuatro años más tarde.
Javier Gorosabel es uno de los referentes mundiales en el estudio de la física de los GRB (Brotes de Rayos Gamma), como demuestra su listado de publicaciones y su liderazgo en grandes colaboraciones internacionales.
Javier Gorosabel falleció el 21 de abril de 2015 tras una breve enfermedad. El 27 de junio del mismo año se instaló en su memoria una estela funeraria en el Observatorio de Guirguillano (Navarra). También en su memoria, el quinto telescopio de la Red Global BOOTES inaugurado el 26 de noviembre de 2015 en el Observatorio Nacional de San Pedro Mártir en Baja California (México) lleva el nombre “JGT” (“Javier Gorosabel Telescope”). En febrero de 2017 la Unión Astronómica Internacional, a propuesta del Planetario de Pamplona y con el apoyo de la Sociedad Española de Astronomía, renombró en su honor el asteroide (6192) 1990 KB1 como (6192) Javiergorosabel.
En 2018 la Sociedad Española de Astronomía convocó la primera edición del premio Javier Gorosabel de colaboración ProAm para premiar la excelencia en la colaboración entre profesionales y amateurs en astronomía.